# 梅列希
50°12′17″N 33°3′43″E / 50.20472°N 33.06194°E
梅列希（烏克蘭語：Мелехи），是烏克蘭中部的村莊，隸屬波爾塔瓦州的盧布尼區。該村處於姆諾加河畔，距離沃龍基0.5公里，海拔高度97米，2001年人口436。